# Klaus Pohl
Klaus Pohl, född 1 november 1883 i Wien, Österrike-Ungern, död 28 november 1958 i Garsten, Österrike, var en österrikisk skådespelare. Pohl medverkade under åren 1922-1955 i över 180 filmer. I de allra flesta fallen var hans roller i film mycket små, men ett undantag var i Fritz Langs stumfilm Månraketen där han hade en stor biroll som raketkonstruktör.

## Filmografi, urval
- 1928 – Inga spår efter gärningsmannen
- 1928 – Spionen (ej krediterad)
- 1929 – Månraketen
- 1931 – M (ej krediterad)
- 1932 – Kärlekspensionatet
- 1932 – Obunden kärlek
- 1933 – Dr. Mabuses testamente
- 1935 – Svarta rosor
- 1935 – Skandalflickan
- 1937 – Madame Bovary
- 1938 – Den fromma lögnen
- 1940 – Det fattas en karl
- 1941 – Clarissa
- 1941 – Vi ses igen, Franziska!
- 1942 – Det regnar musik
- 1943 – Paracelsus
- 1943 – Det gåtfulla leendet
- 1946 – Under broarna